# Dołno Egri
Dołno Egri (maced. Долно Егри) – wieś w południowej Macedonii Północnej, w pobliżu drugiego co do wielkości miasta tego kraju – Bitoli. Osada wchodzi w skład gminy Bitola.
Według Spisu Powszechnego przeprowadzonego w 2002 roku wieś była wyludniona.